# José Auricchio Júnior
José Auricchio Júnior (São Caetano do Sul, 17 de setembro de 1962), é um médico e político brasileiro, filiado ao Partido Social Democrático (PSD).Foi prefeito de São Caetano do Sul, na Região Metropolitana de São Paulo.

## Origens e Formação
Nascido em São Caetano do Sul, é médico formado pela Faculdade de Medicina do ABC, com especialização em endoscopia e cirurgia do aparelho digestivo.
Durante os anos da faculdade, participou de movimentos sociais como o das Diretas Já. Foi diretor de Saúde e Vigilância Sanitária de São Caetano do Sul de 1998 a 2004. 

## Carreira Política
Foi eleito prefeito de São Caetano do Sul em 2004, com 46,433% dos votos válidos. Neste pleito, teve o apoio do então prefeito da cidade, Luiz Olinto Tortorello, que estava no poder há oito anos.  
Em 2008, foi reeleito prefeito do município, com 78,14% dos votos válidos. 
Presidiu o Consórcio Intermunicipal Grande ABC em 2009, quando foi iniciada a transição do órgão de associação civil de direito privado para consórcio público para se adequar às exigências da Lei Federal nº 11.107 de 2005 . 
Foi nomeado, em 2013, secretário estadual de Esporte de São Paulo pelo então governador Geraldo Alckmin, permanecendo no cargo até o fim de 2014. 
Em 2016, foi eleito para seu terceiro mandato como prefeito de São Caetano do Sul, com 34,34% dos votos válidos.  

Quatro anos depois, em 2020, foi reeleito para seu quarto mandato à frente da cidade, com 45,28% dos votos válidos. A posse no cargo, no entanto, ocorreu apenas no último mês do ano seguinte, após decisão unânime do Tribunal Superior Eleitoral (TSE), pois a sua candidatura havia sido indeferida em primeira instância com base na Lei da Ficha Limpa. Em 23 de dezembro de 2021, Auricchio tomou posse como 19º prefeito de São Caetano do Sul.  